# Jean-Claude Killy
Jean-Claude Killy (Saint-Cloud, 30 de agosto de 1943) é um ex-esquiador alpino francês três vezes campeão olímpico e três vezes campeão mundial. Embora nascido em Saint-Cloud, mudou-se para Val d'Isère e depois para Genebra (Suíça) em 1969.
Killy ganhou a "tripla coroa" do esqui alpino com três medalhas de ouro nos Jogos Olímpicos de Inverno de 1968, em Grenoble, nas modalidades de slalom, slalom gigante e downhill. Também protagonizou um filme em 1972 chamado Snow Job no qual tinha um papel de professor de esqui. As estâncias de esqui de Val d'Isère e de Tignes receberam o nome de l'Espace Killy em sua homenagem.
Jean-Claude Killy teve também uma curta carreira como piloto de automóveis entre 1967 e 1970 participando do Rali Dakar. De 1977 a 1994 foi membro do comité executivo de esqui alpino da Federação Internacional de Esqui (FIS).
Killy foi presidente da sociedade do Tour de France entre 1992 e 2001, e também co-presidente dos Jogos Olímpicos de Inverno de 1992, em Albertville. Em 2000 foi-lhe outorgada a Legião de Honra, a condecoração mais importante na França. Desde 1995 é membro do Comité Olímpico Internacional.